# 2025年歐洲青少年歌唱大賽
2024年歐洲青少年歌唱大賽將是第二十三屆年度舉行的歐洲青少年歌唱大賽。繼安德里亞·普特卡拉澤在上屆大賽為喬治亞拿下冠軍後，本屆大賽將由歐洲廣播聯盟（EBU）和喬治亞公共廣播公司（GPB）於2025年12月13日在喬治亞提比里斯的奧林匹克宮舉行。這是第二次喬治亞主辦歐洲青少年歌唱大賽，前一次2017年的舉行地點也是在奧林匹克宮。

## 舉辦地點
與成人版大賽不同，一個國家在歐洲青少年歌唱大賽上奪冠的同時並不會自動獲得下屆大賽的主辦權，然而自2011年起大賽經常是由前一屆的冠軍國主辦的，除了2012年、2015年、2018年和2024年例外。自2011年開始，獲勝國都會獲得是否主辦下屆大賽的優先否決權，如法國就曾在2023年勝出之後行使該權力否決主辦2024年大賽。
2024年11月16日，喬治亞公共廣播公司（GPB）導播提娜廷·別爾澤尼什維利在喬治亞獲勝當天便表示公司將開始與歐洲廣播聯盟（EBU）討論2025年大賽的主辦事宜，但她沒有確認喬治亞是否會主辦。2024年大賽結束後不久，GPB透過其官方Facebook專頁宣布2025年大賽將在喬治亞舉行，但EBU後來澄清還沒確定喬治亞為主辦國，並表示將在稍後做出決定。
2025年4月4日，荷蘭廣播公司AVROTROS在其國家選拔賽節目《2025年青少年歌曲節》的海選中提到2025年歐洲青少年歌唱大賽將在喬治亞舉行。4月9日喬治亞國家採購機構發布文件稱喬治亞政府、EBU和GPB均已同意大賽將於2025年12月13日在提比里斯舉行，EBU和GPB則在2025年歐洲歌唱大賽進行期間證實了此一消息。

## 暫定參賽國家
有資格參加歐洲歌唱大賽的國家廣播公司必須擁有EBU正式會員資格，並且能夠通過欧洲电视网轉播比賽。EBU向所有正式會員發出了參加大賽的邀請。
截至2025年8月，一共有18國確定參賽，其中亞塞拜然睽違3年回歸、克羅埃西亞在缺賽10年後再次回歸、蒙特內哥羅則是缺賽9年後再次參賽，而有參加上屆大賽的愛沙尼亞和德國則宣布撤賽。
| 國家       | 參賽歌手                                    | 歌曲                            | 語言              | 參考                 |
| ---------- | ------------------------------------------- | ------------------------------- | ----------------- | -------------------- |
| 阿爾巴尼亞 | 克蘿妮·普拉 Kroni Pula                      | 〈水果與蔬菜〉 〈Fruta perime〉 | 阿爾巴尼亞語      | [ 15 ] [ 16 ] [ 17 ] |
| 亞美尼亞   |                                             |                                 |                   | [ 18 ]               |
| 亞塞拜然   |                                             |                                 |                   | [ 19 ] [ 20 ]        |
| 克羅埃西亞 | 馬力諾·伏爾戈奇 Marino Vrgoč                |                                 |                   | [ 21 ] [ 22 ] [ 23 ] |
| 賽普勒斯   |                                             |                                 |                   | [ 24 ]               |
| 法國       |                                             |                                 |                   | [ 25 ]               |
| 喬治亞     |                                             |                                 |                   | [ 26 ] [ 27 ]        |
| 愛爾蘭     |                                             |                                 |                   | [ 28 ] [ 29 ]        |
| 義大利     |                                             |                                 |                   | [ 30 ] [ 31 ]        |
| 馬爾他     |                                             |                                 |                   | [ 32 ]               |
| 蒙特內哥羅 |                                             |                                 |                   | [ 33 ]               |
| 荷蘭       | 2025年9月20日待定                           | 2025年9月20日待定               | 2025年9月20日待定 | [ 34 ] [ 35 ]        |
| 北馬其頓   | 奈拉·曼切斯卡 Nela Mančeska / Нела Манческа |                                 |                   | [ 36 ] [ 37 ] [ 38 ] |
| 波蘭       | 瑪麗安娜·克沃斯 Marianna Kłos               |                                 |                   | [ 39 ] [ 40 ] [ 41 ] |
| 葡萄牙     | 伊內斯·貢薩爾維斯 Inês Gonçalves            |                                 |                   | [ 42 ] [ 43 ] [ 44 ] |
| 聖馬利諾   |                                             |                                 |                   | [ 45 ] [ 46 ]        |
| 西班牙     | 岡薩洛·皮尼略斯 Gonzalo Pinillos            |                                 |                   | [ 47 ] [ 48 ]        |
| 烏克蘭     | 2025年10月待定                              | 2025年10月待定                  | 2025年10月待定    | [ 49 ] [ 50 ]        |

### 其他國家
- 冰島 – 冰島國家廣播公司（RÚV）於2025年1月2日宣布他們正在研究在2025年歐洲青少年歌唱大賽首次亮相的可能性，包括是否有組織國家代表團和選拔代表的能力。[51]
- 立陶宛 – 立陶宛國家廣播電視台（LRT）儘管最初宣布不參賽，但他們於4月11日宣布計劃為其兒童頻道LRT vaikai成立一個兒童委員會，讓不同年齡段的兒童為其即將推出的節目計劃提供意見。[52]其中該委員會有成員提出LRT是否應該組織一場國家選拔賽來選出立陶宛參加2025年歐洲青少年歌唱大賽的參賽作品的問題，這意味著立陶宛有可能會重返大賽。[53]立陶宛最近一次參賽是在2011年。
- 挪威 – 挪威廣播公司（NRK）於2024年1月7日表示他們正在考慮在2025年重返大賽，並在確定參賽的情況下舉行國家選拔賽。[54]挪威最近一次參賽是在2005年。

除以上國家以外，EBU會員國奧地利、比利時、捷克、丹麥、愛沙尼亞、德國、希臘、以色列、拉脫維亞、瑞典、瑞士、威爾斯和準會員國澳洲均在EBU公布正式參賽國名單前證實不參賽。

## 外部連結
- 官方网站